# Willian Rocha
Willian Rocha (nacido el 1 de abril de 1989) es un futbolista brasileño que se desempeña como defensa.

## Trayectoria

### Clubes
| Club                    | País   | Año         |
| ----------------------- | ------ | ----------- |
| Paulista                | Brasil | 2009 - 2010 |
| Tombense                | Brasil | 2011 - 2014 |
| Figueirense             | Brasil | 2011        |
| América                 | Brasil | 2011        |
| Sport Recife            | Brasil | 2012        |
| Grasshopper Club Zúrich | Suiza  | 2013        |
| Atlético Paranaense     | Brasil | 2013 - 2015 |
| Avaí                    | Brasil | 2015        |
| Criciúma                | Brasil | 2015 - 2016 |
| Red Bull Brasil         | Brasil | 2016 - 2017 |
| Guarani                 | Brasil | 2017        |
| Nagoya Grampus          | Japón  | 2018 -      |